# 26640 Bahýľ
(26640) Bahýľ, denumire internațională (26640) Bahyl, este un asteroid din centura principală de asteroizi.

## Descriere
26640 Bahýľ este un asteroid din centura principală de asteroizi. A fost descoperit pe 9 mai 2000 la Observatorul din Ondřejov de Peter Kušnirák. Asteroidul prezintă o orbită caracterizată de o semiaxă mare de 2,99 ua, o excentricitate de 0,12 și o înclinație de 13,6° în raport cu ecliptica.